# South Greeley (Wyoming)
South Greeley es un lugar designado por el censo ubicado en el condado de Laramie en el estado estadounidense de Wyoming. En el año 2010 tenía una población de 4.217 habitantes y una densidad poblacional de 958.41 personas por km².

## Geografía
South Greeley se encuentra ubicado en las coordenadas 41°5′39.67″N 104°48′23″O / 41.0943528, -104.80639. Según la Oficina del Censo, la localidad tiene un área total de 4,4 km² (1,7 mi²), de la cual 4,4 km² (1,7 mi²) es tierra y 0 km² (0 mi²) (0.0%) es agua.

### Localidades adyacentes
El siguiente diagrama muestra a las localidades en un radio de 48 kilómetros (29,8 mi) de South Greeley.

## Demografía
En el 2000 la renta per cápita promedia del hogar era de $31.729, y el ingreso promedio para una familia era de $34.015. El ingreso per cápita para la localidad era de $13.925. En 2000 los hombres tenían un ingreso per cápita de $28.468 contra $19.696 para las mujeres. Alrededor 16.6 % de la población estaba bajo el umbral de pobreza nacional.